# Ленинградски фронт
Ленинградският фронт (на руски: Ленинградский фронт) е името на войсково съединение от Червената армия, сформирано на 27 август 1941 г. посредством разделяне на Северния фронт на Ленинградски и Карелски фронт.

## Състав
В състава на фронта влизат 8, 23 и 48-а армии, Копорската, Южната и Слуцко-Колпинската оперативни групи. На 30 август 1941 г. в оперативно подчинение на фронта е предаден Балтийския флот. На 25 ноември 1942 г. от частите на ВВС на фронта е сформирана 13-а въздушна армия. По-късно в състава на Ленинградския фронт се намират и: 4, 52, 55, 59, 42, 54, 67, 20, 21, 22 и 51-ва армии; 1, 2 и 4-та ударни армии; 6 и 10-а гвардейски армии; 3, 13 и 15-а въздушни армии; Невската и Приморската групи войски.

## История
При сформирането си фронтът незабавно получава задачата да задържи германското настъпление към Ленинград и да защити града. През септември 1941 г. германските войски на юг са спрени в покрайнините на града, а финландските войски са спрени на север по протежение на старата финландско-съветска граница. Започва блокадата на Ленинград, която продължава две и половина години.
През януари 1943 г. сили от Ленинградския фронт провеждат настъпление и отнемат Шлиселбург от германските войски като възстановяват комуникациите между града и останалата част на страната. Между януари и февруари Ленинградския фронт във взаимодействие с Волховския, Първи балтийски и Втори балтийски фронт вдигат блокадата над града и освобождават Ленинградска и Калининска област. Шест месеца по-късно Ленинградският фронт превзема град Нарва.
На 24 август 1944 г. от Ленинградския фронт са отделение части за създаването на Трети балтийски фронт. През юни 1944 г. заедно с Батлийския флот успешно провеждат Виборгската операция.
Между септември и ноември 1944 г. фронтът участва в Балтийската офанзива, настъпление от района на Нарва-Тарту в посока Талин. След това елементи на фронта участват в овладяването на Монсундския архипелаг. Това са последните настъпателни операции на фронта. Фронтът е разположен на съветско-финландската граница, по протежение на Батлийското крайбрежие. По-късно е подкрепен от части на разпуснатия Втори балтийски фронт и охранява Курландския чувал, където група армии „Курландия“, се съпротивлява на съветски войски до края на войната.
На 24 юни 1945 г. Ленинградският фронт е реорганизиран в Ленинградски военен окръг.

## Командири
- Генерал-лейтенант Маркиан Попов – (август – септември 1941 г.)
- Маршал на Съветския съюз Климент Ворошилов – (септември 1941 г.)
- Генерал Георгий Жуков – (септември – октомври 1941 г.)
- Генерал-майор Иван Федюнински – (октомври 1941 г.)
- Генерал-лейтенант Михаил Хозин – (октомври 1941 – юни 1942 г.)
- Маршал на Съветския съюз Леонид Говоров – (юни 1942 – юли 1945 г.)